# Haworthia tauteae
Haworthia tauteae är en grästrädsväxtart som beskrevs av Eily Edith Agnes Archibald. Haworthia tauteae ingår i släktet Haworthia och familjen grästrädsväxter. Inga underarter finns listade i Catalogue of Life.